# Tour de France 2018/10. Etappe
Die 10. Etappe der Tour de France 2018 führte am 17. Juli 2018 über 158,5 Kilometer von Annecy nach Le Grand-Bornand.
Nach einer Bergwertung der vierten Kategorie nach 19 Kilometern und dem Zwischensprint für die Punktewertung  nach 29 Kilometern folgten eine Bergwertung der hors categorie und drei Ansteige der 1. Kategorie: Der Col de la Croix Fry nach 43 Kilometern (11,3 Kilometer Anstieg, 7 % Durchschnittssteigung), das Plateau des Glières nach 68,5 Kilometern (hors categorie), der als Besonderheit zwei Kilometer Schotterpiste vor dem Gipfel aufweist, der Col de Romme nach 130 Kilometern (8,8 Kilometer Anstieg, 8,9 % Durchschnittssteigung) und schließlich der Col de la Colombière nach 144 Kilometern (7,5 Kilometer Anstieg, 8,5 % Durchschnittssteigung).
Tagessieger wurde Julian Alaphilippe (Quick-Step Floors), der auch das Gepunktete Trikot übernahm, mit 1:34 Minuten Vorsprung auf Ion Izagirre und 1:40 Minuten auf Rein Taaramäe. Greg Van Avermaet wurde Vierter mit 1:44 Minuten Rückstand und baute seinen Vorsprung in der Gesamtwertung aus. Überdies wurde er mit der Roten Rückennummer ausgezeichnet. Das erste Feld mit den meisten Favoriten folgte ab Rang sieben mit 3:23 Minuten Rückstand. Bob Jungels und Rafał Majka verloren 4:14 Minuten auf den Etappensieger, der Vorjahreszweite Rigoberto Urán 5:59 Minuten. Der bisherige Träger des Weißen Trikots Søren Kragh Andersen kam mit 15:02 Minuten ins Ziel und gab die Führung in der Nachwuchswertung an Pierre Latour ab.
Die ersten sechs Fahrer der Etappe waren Teil einer 21-köpfigen Spitzengruppe, die sich nach 20 Kilometern bildete. Zu dieser Gruppe gehörte zunächst auch Peter Sagan, der Träger des Grünen Trikots, der den Zwischensprint gewann und damit seine Führung in der Punktewertung ausbaute. Am Col de Romme setzten sich Taraamäe und Alaphilippe ab. Alaphilippe distanzierte seinen Begleiter in der Abfahrt.